# 로스 바스타르도스
《로스 바스타르도스》(스페인어: Los Bastardos)는 2018년 방영된 필리핀의 드라마이다.